# ジャパン・チェンバー・オーケストラ
ジャパン・チェンバー・オーケストラは、東京都多摩市にあるパルテノン多摩を本拠地とする室内オーケストラである。
1992年に矢部達哉を始めとした在京の主要オーケストラのトップ奏者と若手ソリスト達を中心に結成。現在24名のメンバーで構成されている。1999年にパルテノン多摩を本拠地としてから活動が本格化した。基本的に指揮者は置かず、バロックから現代音楽まで幅広いレパートリーを誇る。主なレコーディングは、指揮者無しでベーレンライター新版によるベートーヴェンの交響曲全集、横山幸雄独奏でベートーヴェンのピアノ協奏曲全集などがある。